# 广安街道
广安街道，是中华人民共和国河北省石家庄市长安区下辖的一个乡镇级行政单位。

## 行政区划
广安街道下辖以下地区：
广合社区、东大街社区、师大社区、一印社区、棉四社区、棉三社区、名门华都社区和冠诚苑社区。